# Hussein Al-Masaari
Hussein Al-Masaari (in arabo حسين المسعري‎?; 16 agosto 1974) è un ex calciatore saudita, di ruolo centrocampista.